# Ásbyrgisskógur
L'Ásbyrgisskógur, toponyme islandais signifiant littéralement « la forêt d'Ásbyrgi », est une forêt d'Islande située à l'intérieur de l'Ásbyrgi, une gorge du Nord du pays. Elle est essentiellement composée de bouleaux.
Elle abrite un camping accessible par la route 861 au bout de laquelle se trouve un parking. De là partent plusieurs sentiers de randonnée permettant d'accéder au fond de l'Ásbyrgi.

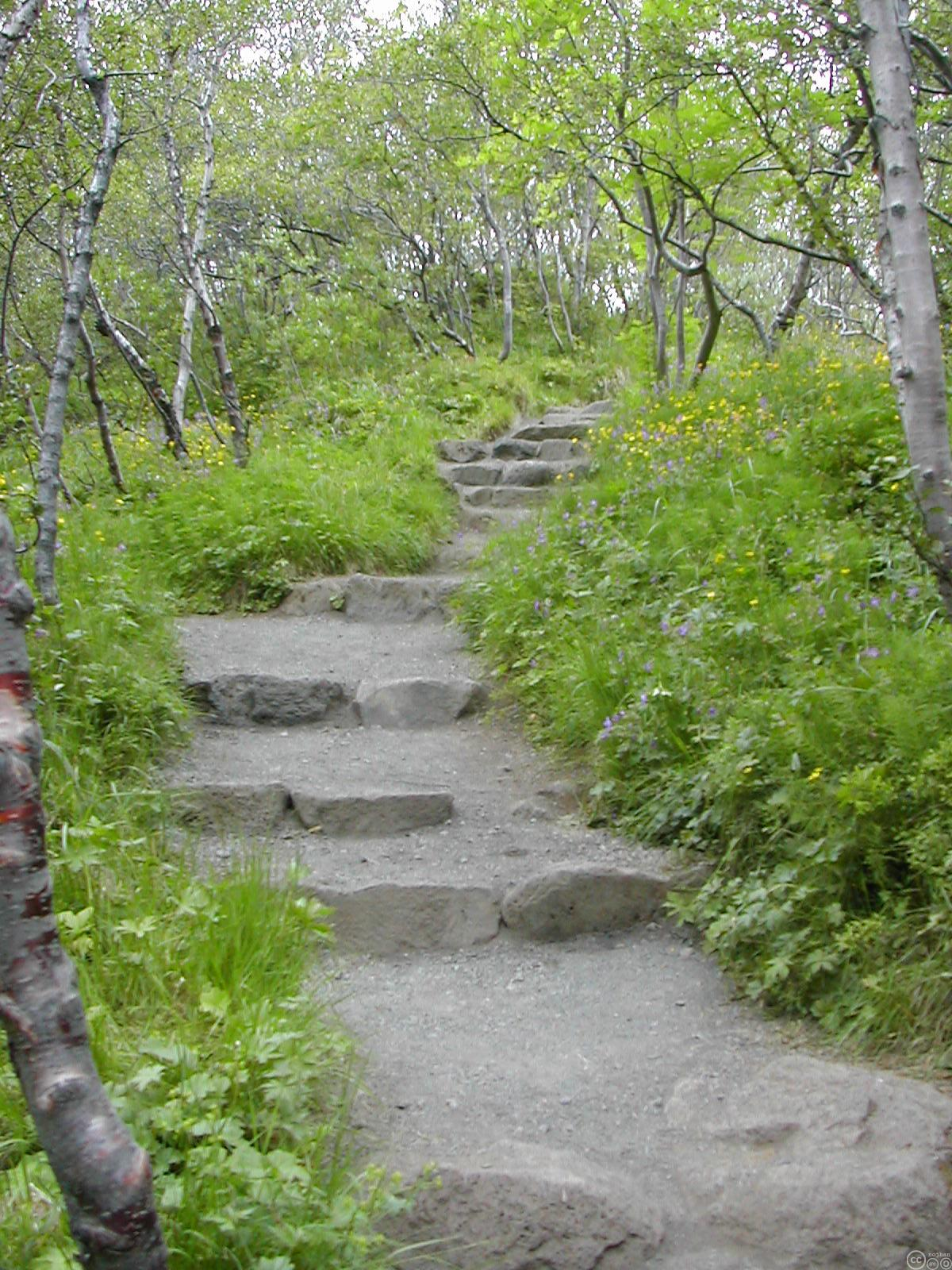
Sentier dans l'Ásbyrgisskógur.